# Ћуприлићи
Породица Ћуприлић (турски: Köprülü ailesi) је била великашка породица албанског порекла у Османском царству. Ћуприлићи владају градовима Рудник и Берат (Београд) у бератском санџаку у данашњој Албанији. Породица је дала шест великих везира и више високих војних званичника. Период османске историје током кога су се припадници ове породице налазили на великовезирском престолу позната је као "ера Ћуприлића".

## Велики везири из породице Ћуприлић
| Име                         | Живот      | Владавина | Султан               |
| --------------------------- | ---------- | --------- | -------------------- |
| Мехмед-паша Ћуприлић        | 1583–1661  | 1656–1661 | Мехмед IV            |
| Фазил Ахмед-паша Ћуприлић   | 1635–1676  | 1661–1676 | Мехмед IV            |
| Кара Мустафа-паша           | 1634–1683  | 1676–1683 | Мехмед IV            |
| Абаза Сијавуш-паша II       | умро 1688. | 1687–1688 | Сулејман II          |
| Фазил Мустафа-паша Ћуприлић | 1637–1691  | 1689–1691 | Сулејман II Ахмед II |
| Хусеин-паша Ћуприлић        | 1644–1702  | 1697–1702 | Мустафа II           |
| Нуман-паша Ћуприлић         | 1670–1719  | 1710–1711 | Ахмед III            |